# San José de Cahuinahua
San José de Cahuinahua är en ort i Mexiko.   Den ligger i kommunen El Fuerte och delstaten Sinaloa, i den västra delen av landet, 1 200 km nordväst om huvudstaden Mexico City. San José de Cahuinahua ligger 39 meter över havet och antalet invånare är 257.
Terrängen runt San José de Cahuinahua är platt, och sluttar söderut. Runt San José de Cahuinahua är det ganska glesbefolkat, med 29 invånare per kvadratkilometer. Närmaste större samhälle är San Blas, 8,9 km öster om San José de Cahuinahua. Trakten runt San José de Cahuinahua består till största delen av jordbruksmark.